# Wiang Sa
Wiang Sa (em tailandês: อำเภอเวียงสระ) é um distrito da província de Surat Thani, no sul da Tailândia. É um dos 19 distritos que compõem a província. Sua população, de acordo com dados de 2012, era de 60 874 habitantes. Sua área territorial é de 427,6 km².
O distrito abriga o Parque Nacional Tai Rom Yen. Foi promovido a distrito em 17 de novembro de 1971.

## Geografia
Wiang Sa situa-se no sudeste da província de Surat Thani. Os distritos vizinhos são: Phrasaeng, Khian Sa e Ban Na San, em Surat Thani, e Phipun, Chawang e Tham Phannara, na província de Nakhon Si Thammarat. 